# Walk with You
«Walk with You» («Прогуливаясь с тобой») — песня Ринго Старра, написанная им в соавторстве с Ван Дайк Парксом (Van Dyke Parks). Песня выпущена на студийном альбоме Старра 2010 года Y Not и на сингле с альбома (в формате файла для загрузки с сайта через Интернет). В записи песни принял участие старый друг Старра и коллега по группе The Beatles Пол Маккартни; он спел дополнительную вокальную партию и сыграл на бас-гитаре, хотя первоначально участие Маккартни в работе над альбомом планировалось лишь в исполнении партии бас-гитары в песне «Peace Dream». Это была первая песня, написанная Старром со времён The Beatles, где Маккартни участвует как совокалист (песни на более ранних альбомах Ринго, где Пол пел бэк-вокал, были не авторства Старра).

## О песне
В рекламном видеоролике Старр говорил, что «Walk With You» задумывалась как песня в стиле, близком к госпел. Старр позвонил Ван Дайк Парксу и попросил его помочь в написании «God song» (с англ. — «Песня о Боге»), но Паркс сказал, что о Боге он не сможет написать песню. Старр и Паркс переделали мелодию и закончили песню, в которой теперь уже рассказывалось о силе дружбы. Во время записи «Peace Dream» (где Маккартни играл на бас-гитаре) Старр продемонстрировал Полу несколько уже завершенных им треков для альбома; в результате Маккартни предложил дозаписать «Walk With You», чтоб он спел дуэтом со Старром в ней, а также записал бас-гитару — что и было сделано. Маккартни рассказывал в интервью USA Today: «У меня появилась небольшая идейка относительно дуэта в „Walk with You“. Я сказал: „Может, тебе это не понравится, но дай я покажу, что я придумал: я буду петь в припеве вторым голосом, пропуская первую ноту“. И Ринго это понравилось. Нам было здорово опять работать вместе».

## Участники записи
- Ринго Старр — вокал, барабаны, перкуссия, бэк-вокал
- Пол Маккартни — дополнительный вокал, бас-гитара
- Стив Дудас (Steve Dudas) — гитара
- Ann Marie Calhoun — скрипка
- Брюс Шугар (Bruce Sugar) — клавишные, аранжировка для струнных